# Nenadivka, Țarîceanka
Nenadivka (în ucraineană Ненадівка) este un sat în comuna Iuriivka din raionul Țarîceanka, regiunea Dnipropetrovsk, Ucraina.

## Demografie
Componența lingvistică a localității Nenadivka
     Ucraineană (92,24%)
     Rusă (6,39%)
     Alte limbi (0,92%)
Conform recensământului din 2001, majoritatea populației localității Nenadivka era vorbitoare de ucraineană (92,24%), existând în minoritate și vorbitori de rusă (6,39%).